# Syringodium
Syringodium Kütz. – rodzaj traw morskich należący do rodziny bałwanicowatych (Cymodoceaceae), obejmujący 2 gatunki: Syringodium filiforme Kütz., występujący wzdłuż wybrzeży Karaibów i Ameryki, od południowo-wschodnich Stanów Zjednoczonych do Wenezueli i Kolumbii oraz Syringodium isoetifolium (Asch.) Dandy, występujący wzdłuż wybrzeży Afryki, od Egiptu do Mozambiku, Azji, od Synaju i Półwyspu Arabskiego, przez subkontynent indyjski, Indochiny do Azji Południowo-Wschodniej, Australii i Oceanii, do Wysp Karolińskich.
Nazwa naukowa rodzaju pochodzi od greckiego słowa σύρινγξ  (syringx – rura).

## Morfologia
PokrójTrawy morskie tworzące podwodne łąki.
ŁodygaRozgałęzione kłącza, ukorzeniające się w każdym węźle, tworzące w węzłach krótkie, wzniesione pędy wsparte przez jajowate, łuskowate liście.
LiścieNa pędach powstających w węzłach kłącza wyrastają naprzeciwlegle 2–3 liście, o blaszce cylindrycznej, zwężającej się, ostro lub tępo zakończonej. Pochwy liściowe szerokie, języczkowate i uszkowate,
KwiatyRośliny dwupienne. Kwiaty zebrane w wachlarzykowate kwiatostany, wyrastające z pachwiny podsadki. Kwiaty męskie szypułkowe, zbudowane z 2 siedzących główek pręcików. Ziarna pyłku nitkowate. Kwiaty żeńskie siedzące, złożone z wolnych słupków o krótkiej szyjce rozdzielonej na dwa nitkowate znamiona.
OwoceOwoce przypominające pestkowce, elipsoidalne, czworokątne w przekroju.

## Biologia i ekologia
RozwójWieloletnie, wodne geofity (hydrogeofity), wodopylne.
SiedliskoSyringodium filiforme przeważnie zasiedla piaszczyste i muliste dna morskie na głębokości do 20 metrów, wyłącznie w czystych wodach. Często występuje na stanowiskach razem z Thalassia testudinum i Halodule wrightii. Syringodium isoetifolium zasiedla czyste wody i podłoża piaszczyste, na głębokości do 15 metrów.
Interakcje międzygatunkoweSyringodium filiforme stanowi podstawowy składnik diety papugoryb i jest istotnym źródłem pokarmu dla manatów, ryb pokolcowatych i jeżowców. Na glonach zasiedlających ten gatunek traw morskich żeruje skrzydelnik wielki.

## Systematyka
Według Angiosperm Phylogeny Website (aktualizowany system APG IV z 2016) rodzaj należy do rodziny bałwanicowatych (Cymodoceaceae Vines), rzędu żabieńcowców (Alismatales Dumort.), w kladzie jednoliściennych (monocots).

## Zagrożenie i ochrona
Oba gatunki Syringodium zostały ujęte w Czerwonej księdze gatunków zagrożonych ze stasutem LC (mniejszej troski). Oba gatunki są zagrożone przez eutrofizację i zanieczyszczenie oceanów oraz lokalnie przez działalność człowieka, przede wszystkim prowadzoną gospodarkę morską. Stanowiska obu gatunków podlegają ochronie w wielu lokalnych obszarowych formach ochrony przyrody.